# Тамаргановка
Тамаргановка (укр. Тамарганівка), село, 
Петровский сельский совет, 
Купянский район, 
Харьковская область.
Код КОАТУУ — 6323785009. Население по переписи 2001 года составляет 44 (19/25 м/ж) человека.

## Географическое положение
Село Тамаргановка находится на левом берегу реки Сенек, 
к селу примыкают села Осадьковка и Стенка,
ниже по течению на расстоянии в 2 км расположено село Осиново.
Через село проходит железная дорога, 
ближайшие станции Осадьковка и Прокофьевка.

## История
- 1924 — дата основания.